# 代数数域
代数数域是数学中代数数论的基本概念，数域的一类，有时也被简称为数域，指有理数域{\displaystyle \mathbb {Q} }的有限扩张形成的扩域。任何代数数域都可以视作{\displaystyle \mathbb {Q} }上的有限维向量空间。
对代数数域的研究，或者更一般地说，对有理数域的代数扩张的研究，是代数数论的中心主题。

## 定义

### 预备知识
代数数域是域的一类。域是装备了两个二元运算（通常称之为“加法”、“乘法”）的代数系统。这两种运算各自满足结合律与交换律，完全可逆，同时乘法对加法满足分配律（详细定义参见域）。域的一个重要的例子是有理数域{\displaystyle \mathbb {Q} }。
域的扩张
域的扩张研究各类域之间的关系，最早的应用包括多项式方程一般求根公式问题等。在给定的域F中加入不属于此域的元素（一般以集合S记录），规定相互间的运算法则后，“最小的”将它们都包含在内的域L称为“F（添加S中元素得到）的扩域”。称F是L的子域。一般将“F到L的域扩张”记作F⊂L或L/F。
向量空间
另一个基础概念是向量空间。向量空间，特别是有限维向量空间的概念是三维空间以及其中向量概念的推广（具体定义参见向量空间条目）。以某个域F为系数域的向量空间（通常称作F上的向量空间或F-向量空间），其中的向量除了可以相加减，还可以乘以F中元素进行放缩。有限维的向量空间可以借助其中的有限个向量来刻画。这些向量之间必须满足特定的条件，称为空间的基。选定了空间的基以后，空间里的任何向量都可以表达为以F中元素组成的有序数组：{\displaystyle (x_{1},x_{2},\cdots ,x_{n})}。其中的n是基中向量的个数，也称为空间的维数。
有限扩张
设L是域F的一个扩域。将L中的元素看作向量，以F作为系数域，可以证明L是一个F-向量空间。如果这个向量空间是有限维的，就称L是F的有限扩张。L作为F-向量空间的维数，称为扩张的次数，记作[L : F]。

### 定义
若域L是有理数域{\displaystyle \mathbb {Q} }的有限扩张，则称之为代数数域:3。

## 例子
最小最基本的代数数域是有理数域{\displaystyle \mathbb {Q} }。因为{\displaystyle \mathbb {Q} }自身是{\displaystyle \mathbb {Q} }-向量空间，维数是1。因此{\displaystyle \mathbb {Q} }是{\displaystyle \mathbb {Q} }自身的域扩张，{\displaystyle [\mathbb {Q} :\mathbb {Q} ]=1.}
高斯有理数{\displaystyle \mathbb {Q} (i)}（i为虚数单位）是数学家发现的第一个非平凡代数数域的例子，它是所有形同：
{\displaystyle a+bi,\;\;a,b\in \mathbb {Q} }
的数构成的集合。可以证明，{\displaystyle \mathbb {Q} (i)}是域，而且是{\displaystyle \mathbb {Q} }-向量空间，以{\displaystyle \{1,i\}}为基，空间维数是2。所以{\displaystyle \mathbb {Q} (i)}是{\displaystyle \mathbb {Q} }的二次扩张，{\displaystyle [\mathbb {Q} (i):\mathbb {Q} ]=2.}
给定不是完全平方数的正整数或相反数不是完全平方数的负整数d，二次域{\displaystyle \mathbb {Q} ({\sqrt {d}})}在{\displaystyle \mathbb {Q} }中添加 d的平方根而得的扩域。与高斯有理数域类似，可以证明{\displaystyle \mathbb {Q} ({\sqrt {d}})}是{\displaystyle \mathbb {Q} }-向量空间，以{\displaystyle \{1,{\sqrt {d}}\}}为基，空间维数是2，即{\displaystyle [\mathbb {Q} ({\sqrt {d}}):\mathbb {Q} ]=2.}
考虑多项式方程{\displaystyle x^{n}=1}的n个复根{\displaystyle \xi _{1},\xi _{2},\cdots ,\xi _{n}}，它们被称做n次单位根，具体可以写作：
{\displaystyle \xi _{i}=e^{\frac {2i\pi }{n}},\;\;i\in \{0,1,\cdots ,n-1\}.}
在{\displaystyle \mathbb {Q} }中添加{\displaystyle \xi _{1},\xi _{2},\cdots ,\xi _{n}}得到的扩域称为n次分圆域，记作{\displaystyle \mathbb {Q} (\xi _{n})}。可以证明{\displaystyle \mathbb {Q} (\xi _{n})}是有限维{\displaystyle \mathbb {Q} }-向量空间，维数为{\displaystyle \varphi (n)}（{\displaystyle \varphi }是数论中的欧拉函数），即{\displaystyle [\mathbb {Q} (\xi _{n}):\mathbb {Q} ]=\varphi (n).}
实数域{\displaystyle \mathbb {R} }、复数域{\displaystyle \mathbb {C} }和p进数域{\displaystyle \mathbb {Q} _{p}}都不是{\displaystyle \mathbb {Q} }的有限扩张，因此都不是代数数域。任何有限域都不是{\displaystyle \mathbb {Q} }的扩域，因此也不是代数数域。
全体规矩数构成的域{\displaystyle {\mathcal {C}}}和全体代数数构成的域{\displaystyle {\mathcal {A}}}（有时也被简称为代数数域，与本文主题同名，但不是同一个概念）不是{\displaystyle \mathbb {Q} }的有限扩张，因此都不是代数数域。

## 代数数域与代数数
代数数是指能够成为某个有理数系数多项式（不是零多项式）的根的数。显然所有的有理数都是代数数。给定一个代数数域L，依定义，域扩张{\displaystyle \mathbb {Q} \subset L}是有限扩张。设其次数为正整数m。将L看作是m维{\displaystyle \mathbb {Q} }-向量空间，在L中任意选一个不属于{\displaystyle \mathbb {Q} }的数z，它可以被看作是m维{\displaystyle \mathbb {Q} }-向量空间中的一个（非零）向量。考虑以下的m + 1个向量：
{\displaystyle 1,z,z^{2},\cdots ,z^{m}}
它们都属于L。根据向量空间的性质，它们是线性相关的。即存在不全为零的m + 1个有理数：{\displaystyle a_{0},a_{1},\cdots ,a_{m}}，使得：
{\displaystyle a_{0}+a_{1}z+\cdots +a_{m}z^{m}=0}.
考虑非零多项式{\displaystyle P=a_{0}+a_{1}X+\cdots +a_{m}X^{m}}，{\displaystyle P(z)=0}，即z是多项式{\displaystyle P}的根。所以z是代数数。由上可知，任一代数数域的元素都是代数数。

## 代数整数
代数整数是指能够成为某个首一整数系数多项式的根的数:4。显然代数整数是一种代数数。任何整数n都是一次整系数多项式X - n的根，因此是代数整数。给定代数数域F，F中所有代数整数构成一个环，称作F中的（代数）整数环，也称为F-整数环，记作{\displaystyle {\mathcal {O}}_{F}}。例如{\displaystyle \mathbb {Q} }上的代数整数环就是{\displaystyle \mathbb {Z} }，因此在代数数域研究中{\displaystyle \mathbb {Z} }也被称作“有理整数”（有理数域中的整数），以区别于其余的代数整数。
代数数域F中的整数环{\displaystyle {\mathcal {O}}_{F}}与{\displaystyle \mathbb {Z} }有不同的代数性质。{\displaystyle {\mathcal {O}}_{F}}不一定是唯一分解整环。举例来说，设{\displaystyle F=\mathbb {Q} ({\sqrt {-5}})}，F中的整数环是{\displaystyle {\mathcal {O}}_{F}=\mathbb {Z} [{\sqrt {-5}}]}。{\displaystyle 2,3,1+{\sqrt {-5}},1-{\sqrt {-5}}}都是{\displaystyle {\mathcal {O}}_{F}}中的“素数”。正整数6，作为{\displaystyle {\mathcal {O}}_{F}}中的元素，它的素因数分解有两种方式：
{\displaystyle 6=2\times 3=\left(1+{\sqrt {-5}}\right)\times \left(1-{\sqrt {-5}}\right).}
有理整数的唯一分解性质在不少代数数域的整数环中失效。这个事实说明了拉梅对费马大定理的证明是错误的。为此库默尔等引进了理想数来作为弥补，由此发展出理想理论。代数数论中一个重要的事实是：{\displaystyle {\mathcal {O}}_{F}}的每个理想都可以唯一表示为素理想的乘积，即为戴德金整环。这种“理想的唯一素分解”可部分弥补“代数整数一般不能唯一素因子分解”的不足，在历史上使代数数论发展起来。

## 代数数域的基

### 整数基
设F为n次代数数域，F的整数基是任一由n个F-整数组成的集合：
{\displaystyle B=\{b_{1},b_{2},\cdots ,b_{n}\}}
使得任一个F-整数x都能唯一地表示为这n个F-整数的整线性组合，即：
{\displaystyle \forall x\in {\mathcal {O}}_{F},\;\;\exists !\;(m_{1},m_{2},\cdots ,m_{n})\in \mathbb {Z} ^{n}}，使得{\displaystyle x=m_{1}b_{1}+m_{2}b_{2}+\cdots +m_{n}b_{n}.}
换句话说，整数基B是{\displaystyle {\mathcal {O}}_{F}}作为自由{\displaystyle \mathbb {Z} }-模的基。给定F的一组整数基B，可以证明，所有F中元素x都可以唯一地表示为其中元素的有理线性组合，即：
{\displaystyle \forall x\in F,\;\;\exists !\;(q_{1},q_{2},\cdots ,q_{n})\in \mathbb {Q} ^{n}}，使得{\displaystyle x=q_{1}b_{1}+q_{2}b_{2}+\cdots +q_{n}b_{n}.}
这说明B是F作为n维{\displaystyle \mathbb {Q} }-向量空间的一组基。而且由于B中元素都是F-整数，故B名为整数基。此外可以证明，x是F-整数当且仅当所有{\displaystyle q_{1},q_{2},\cdots ,q_{n}}都是有理整数。

### 乘幂基
设F为n次代数数域。作为n维{\displaystyle \mathbb {Q} }-向量空间，F包含如下形式的基：
{\displaystyle B=\{1,\beta ,\beta ^{2},\cdots ,\beta ^{n-1}\}}
其中每个元素都是某个特定的数β的乘幂。根据域扩张理论中的本原元定理，这样的β一定存在，称为域扩张{\displaystyle \mathbb {Q} \subset F}的本原元。如果β不仅是本原元，还是F-整数，那么这时B也是整数基，称作乘幂整数基，称F为单衍域（monogenic field）。